# Кушнір Мирослав Андрійович
Мирослав Андрійович Кушнір (12 вересня 1922, с. Божиків на Бережанщині — весна 1945 або, менш імовірно, осінь 1944 у партизанському загоні УПА, с. Добра) — український поет, перекладач, мемуарист. Діяч ОУН.

## Життєпис
Закінчив Бережанську гімназію. У 1942—1943 заочно студіював у Вищій школі політичних наук та українознавства у Подєбрадах (Чехо-Словаччина). Брав активну участь у культурно-просвітницькій роботі на Бережанщині, а згодом у м. Сінява (Ярославщина, тепер Польща). На Закерзоння скерований у 1943 як член ОУН для підпільної роботи: підпільне псевдо «Лунь». Вірші, рукописи яких він залишив на зберігання довіреній особі — 15-річній учениці Ярославської гімназії, склали кн. «Слова із книги бою» (1994), а згодом, разом із нововіднайденими у Бережанах віршами, перекладами, нарисами й обширним щоденником (18. 03.1938 — 07.09.1943), увійшли до книги «Невкоєне серце» (2005).

### Окремі видання творів Мирослава Кушніра
- Кушнір М. Слова із книги бою: Поезії. Листи. Матеріали. / Упорядкування: Ігор Калинець (поезії), М. Дубас (листи, матеріали); передмова В. Неборака; ілюстрації А. Саєнка. — Львів: Поклик сумління, 1994 — 240 с.
- Кушнір М. Невкоєне серце: Поезії, проза, матеріали до життєпису / Упорядкування М. Дубаса й І. Калинця, передмова М. Дубаса. — Львів: Галицька видавнича спілка, 2005. — 560 с.: іл.